# Олча (комуна)
Олча (рум. Olcea) — комуна у повіті Біхор в Румунії. До складу комуни входять такі села (дані про населення за 2002 рік):
- Келача (1243 особи)
- Олча (643 особи) — адміністративний центр комуни
- Укуріш (652 особи)
- Ходішел (403 особи)

Комуна розташована на відстані 405 км на північний захід від Бухареста, 43 км на південь від Ораді, 123 км на захід від Клуж-Напоки, 117 км на північний схід від Тімішоари.

## Населення
За даними перепису населення 2002 року у комуні проживала 2941 особа.
Національний склад населення комуни:
| Національність | Кількість осіб | Відсоток |
| -------------- | -------------- | -------- |
| румуни         | 2539           | 86,3%    |
| цигани         | 388            | 13,2%    |
| угорці         | 9              | 0,3%     |
| серби          | 2              | 0,1%     |
| словаки        | 2              | 0,1%     |
| вірмени        | 1              | < 0,1%   |

Рідною мовою назвали:
| Мова      | Кількість осіб | Відсоток |
| --------- | -------------- | -------- |
| румунська | 2564           | 87,2%    |
| циганська | 361            | 12,3%    |
| угорська  | 9              | 0,3%     |
| сербська  | 4              | 0,1%     |
| словацька | 2              | 0,1%     |
| німецька  | 1              | < 0,1%   |

Склад населення комуни за віросповіданням:
| Релігія        | Кількість осіб | Відсоток |
| -------------- | -------------- | -------- |
| православні    | 2215           | 75,3%    |
| баптисти       | 590            | 20,1%    |
| п'ятдесятники  | 123            | 4,2%     |
| римо-католики  | 9              | 0,3%     |
| реформати      | 2              | 0,1%     |
| греко-католики | 1              | < 0,1%   |
| адвентисти     | 1              | < 0,1%   |